# 塔伯威馬薩納山
塔伯威馬薩納山（Mount Tabwemasana）是太平洋島國萬那杜的最高峰，位在聖埃斯皮里圖島的西南部，海拔1,879公尺。塔伯威馬薩納山由兩座山峰組成，根據當地傳說，兩座山峰（男峰以及女峰）到了夜晚會相擁在一起。

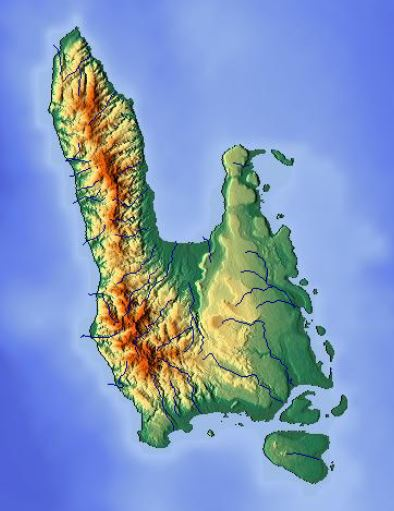
聖埃斯皮里圖島海拔圖，塔伯威馬薩納山位於西南部

由於位在偏僻的位置，每年攀登塔伯威馬薩納山的人數非常稀少，平均不到10人。山上有一種桃金孃科植物的特有種Metrosideros tabwemasanaensis。